# 두룡초등학교
두룡초등학교는 대한민국 경상남도 통영시 도천동에 있는 공립 초등학교이다.

## 학교 연혁
- 1945년 5월 16일 통영동공립국민학교 개교(세병관)
- 1946년 5월 10일 두룡국민학교로 교명 개칭
- 1971년 3월 1일 현 본관 준공
- 1996년 3월 1일 두룡초등학교로 교명 개칭
- 2023년 2월 10일  제77회 졸업식(졸업생 총 11,845명)

## 참고 자료
- 두룡초등학교 - 한국교육학술정보원 학교알리미